# Eréndira
Eréndira är en ort i Mexiko.   Den ligger i kommunen Buenavista och delstaten Michoacán de Ocampo, i den södra delen av landet, 400 km väster om huvudstaden Mexico City. Eréndira ligger 257 meter över havet och antalet invånare är 298.
Terrängen runt Eréndira är platt åt sydost, men åt nordväst är den kuperad. Runt Eréndira är det ganska glesbefolkat, med 38 invånare per kvadratkilometer. Närmaste större samhälle är Santa Ana Amatlán, 7,0 km norr om Eréndira. Omgivningarna runt Eréndira är en mosaik av jordbruksmark och naturlig växtlighet.